# فلويد شالمرز
فلويد شالمرز (بالإنجليزية: Floyd Chalmers)‏ هو كاتب سير أمريكي، ولد في 14 سبتمبر 1898 في شيكاغو في الولايات المتحدة، وتوفي في 26 أبريل 1993 في تورونتو في كندا.